# Dubrovniks ringmur

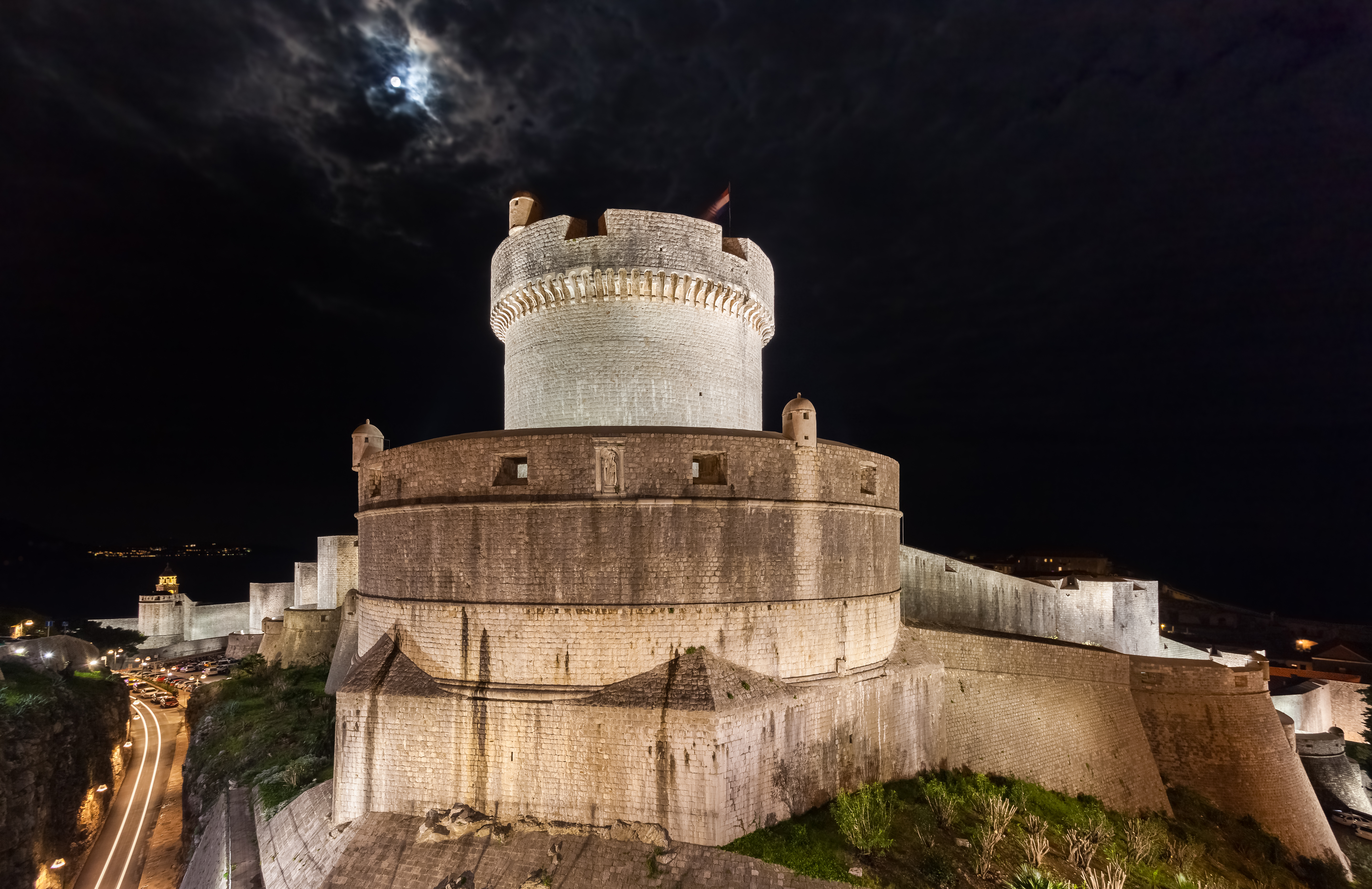
Minčeta.

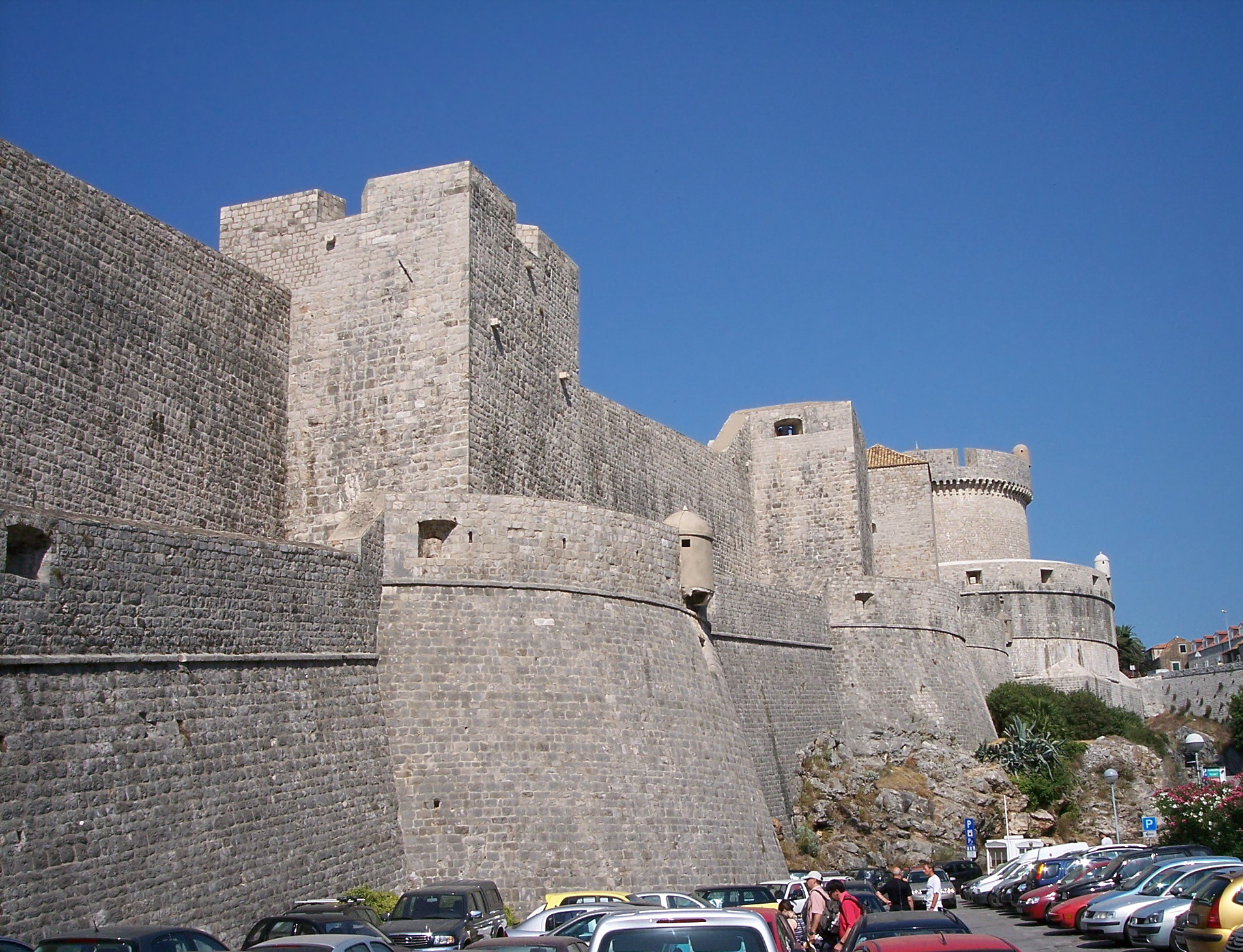
Del av den massiva stadsmuren som vetter mot inlandet.

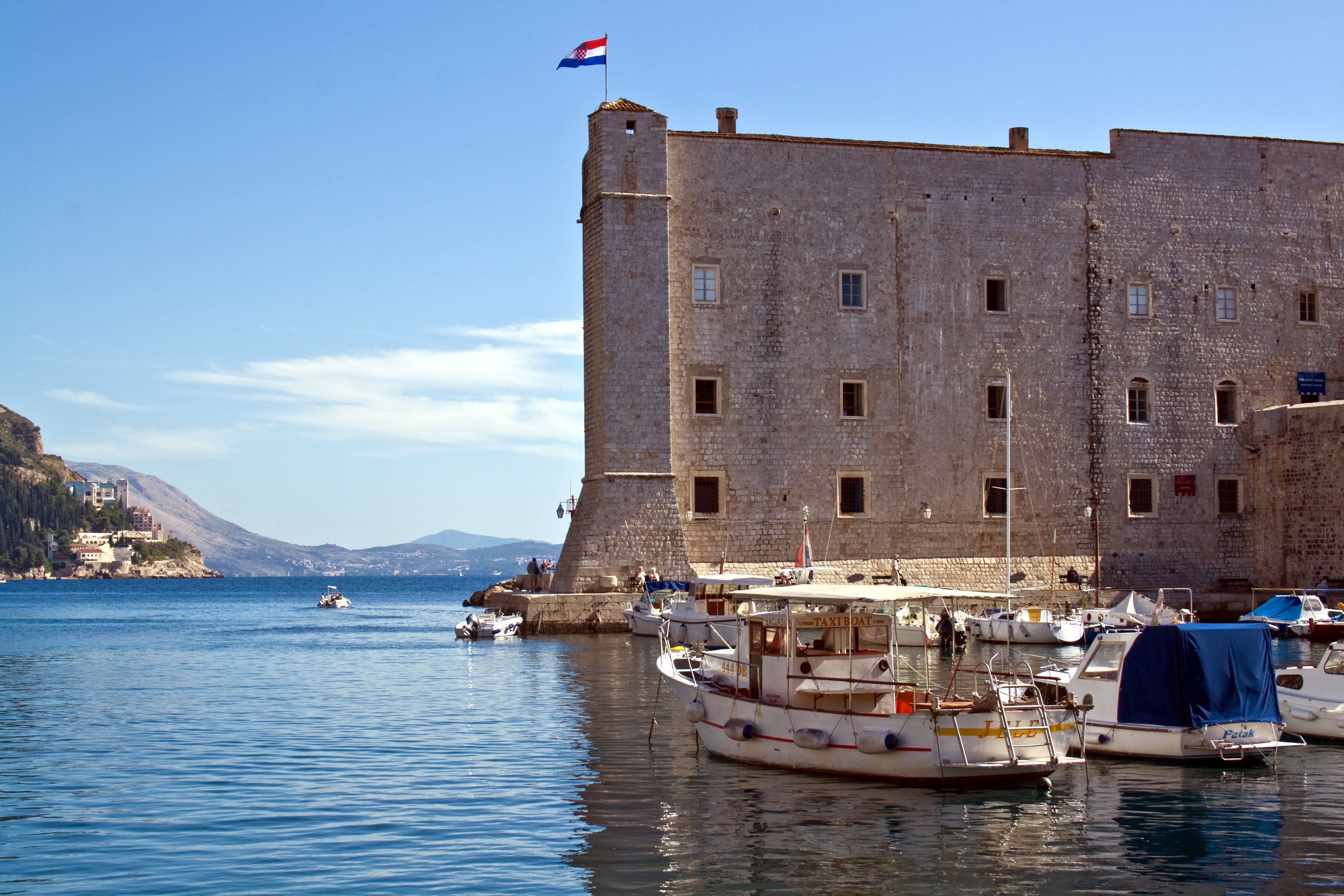
S:t Johannes fästning vid den gamla stadshamnen.

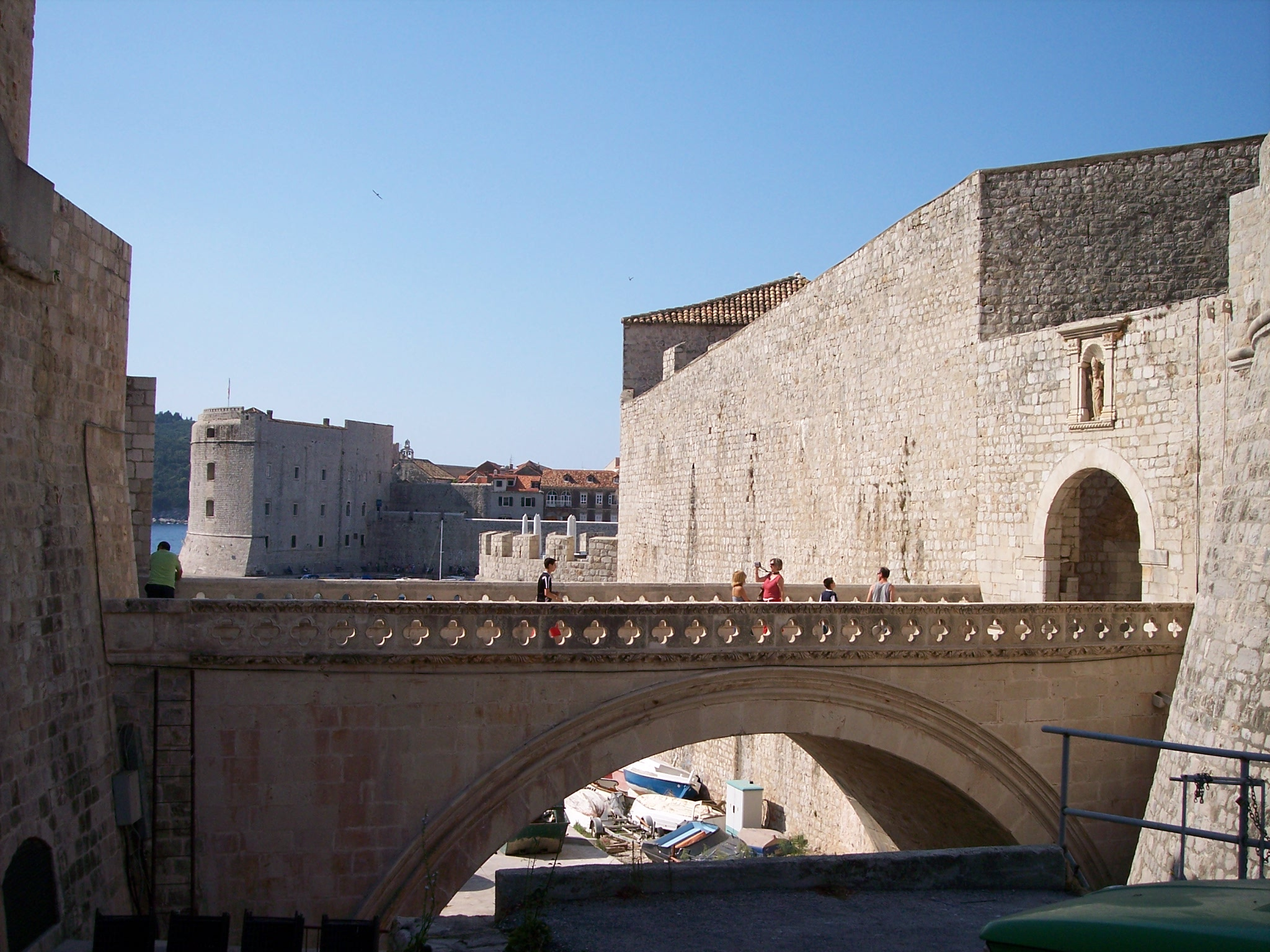
Pločeporten.

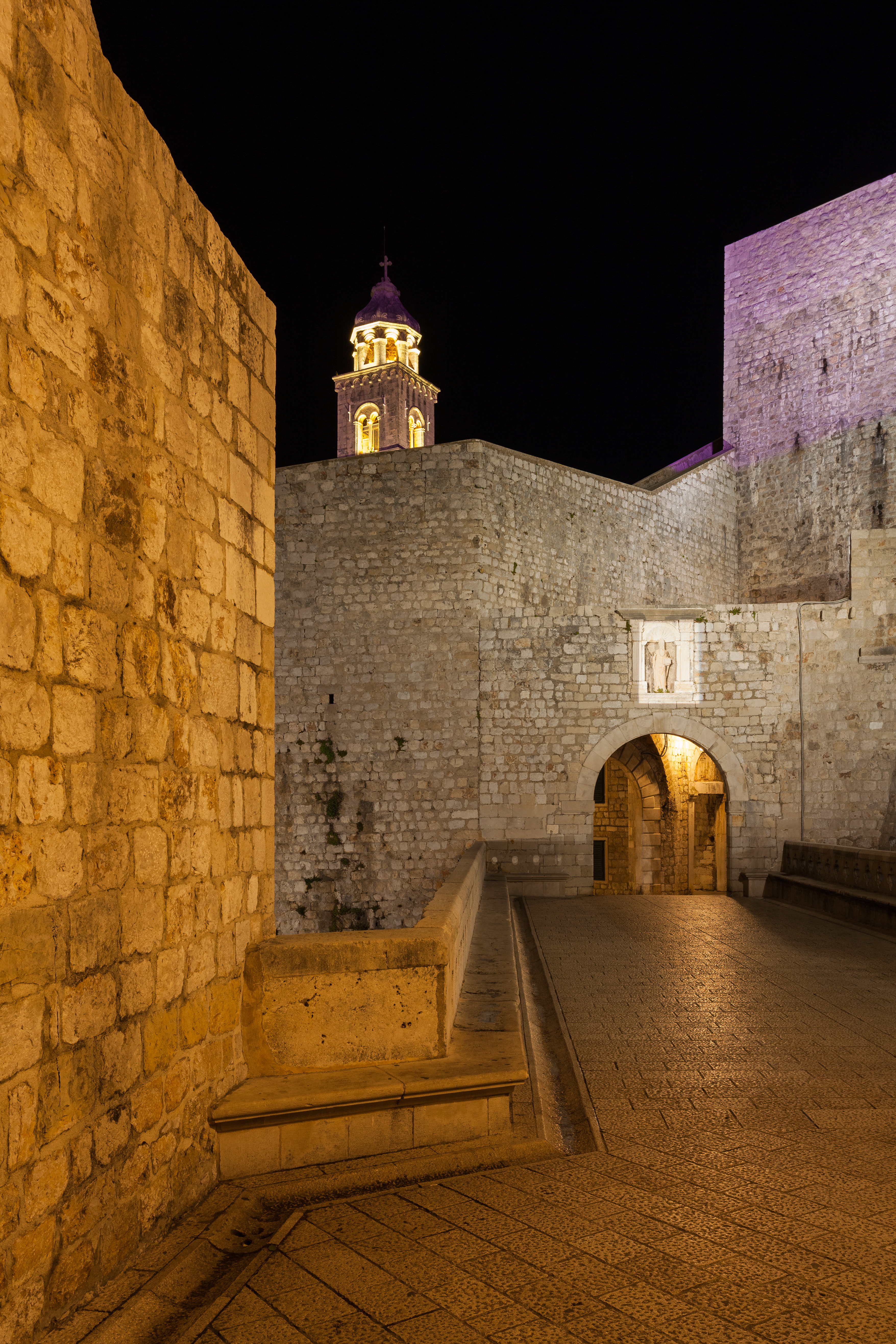
Inre av Pločeporten.

Dubrovniks ringmur är en ringmur som omsluter Gamla stan i Dubrovnik, Kroatien. Ringmuren uppfördes under 1100–1600-talet och består av en serie av defensiva stenmurar och flera befästningar, bastioner och torn som skulle skydda republiken Dubrovnik från yttre hot. Dubrovniks ringmur, en symbol för staden, är som en del av Gamla stan i Dubrovnik sedan 1979 upptagen på Unescos världsarvslista och är en av Dubrovniks och Kroatiens mest besökta turistattraktioner.

## Historia
Det tidigaste försvarsverket i form av en palissad uppfördes troligtvis redan under 700-talet. En mur av sten började uppföras under 1100-talet och fram till 1600-talet skedde flera tillbyggnader och förstärkningar. De största och viktigaste tillbyggnaderna skedde under 1400–1500-talet. Den senaste tillbyggnaden, bastionen S:t Stefan (Bastion sv. Stjepana), uppfördes 1660. Murens robusta konstruktion gjorde att den inte tog någon större skada vid den stora jordbävningen 1667.

## Arkitektur
Dubrovniks ringmur sträcker sig 1940 meter och är på sina ställen upp till 25 m hög. Mot inlandet är muren 4–6 m bred och mot Adriatiska havet 1,5–3 m bred. Utöver själva muren finns det 16 torn, 3 fort, 6 bastioner, 2 befästningar, 2 fortifikationer, 2 klaffbroar och vindbryggor. Flera av konstruktionerna projekterades av framstående europeiska och lokala arkitekter, däribland Michelozzo di Bartolommeo, Juraj Dalmatinac och Paskoje Miličević. 

### Försvarsverk
Gamla stan har flera försvarsverk, däribland fästningar, bastioner och torn som skulle skydda staden mot angrepp. 

#### Minčetatornet
Minčetatornet (Tvrđava Minčeta) uppfördes ursprungligen 1319 under ledning av den lokala byggherren Nikofor Ranjina och uppkallades efter den lokala adelsfamiljen Menčetić på vars mark tornet uppfördes. Sedan Konstantinopel fallit i de muslimska osmanernas händer 1453 fattades ett beslut 1455 om att bygga om tornet inför det förmodade osmanska hotet. Till följd av en pestepidemi påbörjades ombyggnationen först 1461 efter ritningar av en av Europas främsta arkitekter vid den tiden – Michelozzo di Bartolommeo från Florens. Sedan di Bartolommeo lämnat staden slutfördes bygget tre år senare av arkitekten Juraj Dalmatinac. Det halvcirkelformade Minčetatornet kröns av ett andra torn med skottgluggar högst upp. 

#### S:t Johannes fästning
S:t Johannes fästning (Tvrđava Sv. Ivan) uppfördes 1346 men har sedan dess tillbyggts och förstärkts vid flera tillfällen. Fästningen ligger i det sydöstra hörnet av den gamla stadshamnen. Fästningens ursprungliga syfte var att skydda stadens hamninlopp från pirater och andra fiender. I fästningens övre del ligger idag sjöhistoriska museet (Pomorski muzej) där Dubrovniks sjöfartshistoria berättas med hjälp av bland annat modellfartyg, vimplar och porträtt. På det nedre planet finns ett akvarium (akvarij) med ett antal olika arter som lever i Medelhavet, bland annat sjöhästar. 

### Portar
Gamla stan har idag fem portar. Tre som vetter mot inlandet och två som vetter mot hamnen. 

#### Pileporten
Pileporten (Gradska vrata Pile) är den största stadsporten och en av tre portar som vetter mot inlandet. Den leder från väster in i den gamla befästa stadskärnan och skyddas av bastionen Bokar. Stenbron som leder till Pileporten är från 1471 och projekterades av Paskoje Miličević. Den går över en vallgrav som numera är en trädgård. I en nisch ovanför spetsbågen står en skulptur av Dubrovniks skyddshelgon Sankt Blasius. 

#### Pločeporten
Pločeporten (Gradska vrata Ploče) vetter i öster mot en liten hamn utanför stadsporten. En vallgrav skiljer porten från Revelinfästningen (Tvrđava Revelin).

#### Bužeporten
Bužeporten (Vrata od Buže) är av senare datum och öppnades 1908 då staden lydde under Österrike-Ungern. Den vetter mot inlandet i norr.

#### Ponteporten
Ponteporten (Vrata od Ponte) uppfördes 1476 och leder från hamnen till S:t Johannes fästning. 

#### Fiskmarknadens port
Fiskmarknadens port (Vrata od ribarnice) uppfördes i gotisk stil 1381–1387 och fick sitt namn eftersom den ledde till stadens fiskmarknad. 

### Fotnoter
1. ↑  Dubrovniks turistförening Arkiverad 5 november 2011 hämtat från the Wayback Machine. (kroatiska)
2. ↑  Croatiatraveller.com Arkiverad 4 januari 2010 hämtat från the Wayback Machine. (engelska)
3. ↑  Društvo prijatelja dubrovačke starine Arkiverad 31 maj 2010 hämtat från the Wayback Machine. (engelska)
4. ↑  Dubrovnik-guide.net Arkiverad 18 maj 2011 hämtat från the Wayback Machine. (kroatiska)